# Antonina Zoubkova
Pour les articles homonymes, voir Zoubkov.
Antonina Zoubkova (russe : Антонина Зубкова) était capitaine du 587 BAP de la 4e division de la garde du 1er corps de bombardiers, 3e Armée de l'air sur le premier front de la Baltique pendant la Seconde Guerre mondiale. Pour son service dans l'armée, on lui a décerné le titre d'Héroïne de l'Union soviétique, le 18 août 1945.

## Enfance
Zoubkova est née le 12 octobre 1920 dans une famille de paysans russe de Semion dans le district de Riazan de la République socialiste fédérative soviétique de Russie. Après l'école secondaire, elle entre au département de mathématiques de l'Université d'État de Moscou en 1938.

## Carrière militaire
Lorsque les trois régiments d'aviation féminins sont fondés par Marina Raskova, en octobre 1941, l'université recommande à Zoubkova d'en rejoindre un comme navigatrice, en raison de ses connaissances en mathématiques. Elle s'engage alors dans l'armée et s'entraîne à la navigation à la Engels Military School. Les cours durent normalement trois ans, mais à cause de la guerre, le cursus est raccourci à trois mois.
Au cours de la guerre, Zoubkova combat en tant que navigatrice sur un Petliakov Pe-2 sur la mer Baltique et en Prusse Orientale, sur le front de Stalingrad, de Kouban, en Crimée et en Biélorussie, sous le commandement de Nadejda Fedutenko, qui reçut également le titre d'Héroïne de l'Union soviétique. Elle fait plus de 50 sorties pendant la guerre.

## Après-guerre

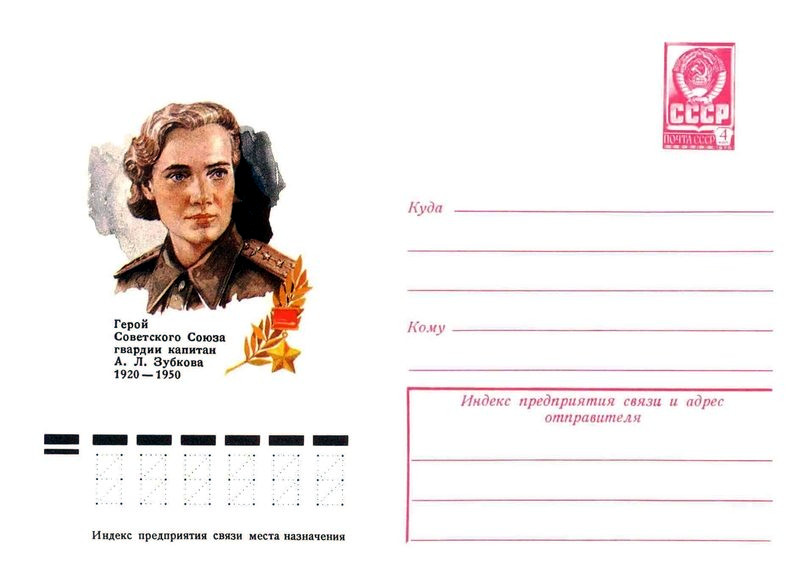
1977 : enveloppe mettant en vedette Zubkova.

Après la guerre, elle devient réserviste, et le 18 août 1945, elle reçoit le titre d'Héroïne de l'Union soviétique avec sa collègue Fedutenko et trois autres membres de son régiment. Elle retourne à ses études à l'Université d'État de Moscou, et sort diplômée en 1948, après avoir suivi des cours à l'Académie d’ingénierie de la Force aérienne de Joukovski. Elle se suicide le 13 novembre 1950, et est enterrée dans le Cimetière Vagankovo à Moscou,.

## Distinctions
- Héros de l'Union soviétique
- Ordre de Lénine
- Deux Ordres du Drapeau rouge
- Ordre de l'Étoile rouge
- Médaille pour la défense du Caucase